# Amaiur
|  | Per a altres significats, vegeu «Amaiur (coalició)». |

Amaiur (castellà Maya) és un llogarret de la Comunitat Foral de Navarra, situat a la vall de Baztan a la Merindad de Pamplona a 65 quilòmetres de Pamplona. Ja en el segle xii apareix amb el nom d'Amaiur, com una de les "tinences" o districtes nobiliaris del regne de Navarra. Va ser vila el 1665 quan es va segregar de Baztán fins a la seva nova agregació el 1969. A la part alta de la seva muntanya Gaztelu, es trobava el Castell d'Amaiur on es va produir una de les últimes resistències dels navarresos a la Conquesta de Navarra. En el lloc del castell hi ha un monòlit en record a aquests. El juliol de 2007 es va inaugurar a més el Monument al Resistent Desconegut, impulsat per l'ajuntament de la vall, que es troba al poble, al peu de la muntanya.

## Demografia
| 2000 | 2001 | 2002 | 2003 | 2004 | 2005 | 2006 | 2007 | 2008 | 2009 | 2010 |
| ---- | ---- | ---- | ---- | ---- | ---- | ---- | ---- | ---- | ---- | ---- |
| 264  | 261  | 256  | 257  | 253  | 253  | 259  | 268  | 274  | 282  | 284  |